# Mycetophila paraordiniseta
Mycetophila paraordiniseta är en tvåvingeart som beskrevs av Duret 1979. Mycetophila paraordiniseta ingår i släktet Mycetophila och familjen svampmyggor. Inga underarter finns listade i Catalogue of Life.